# Gilberto Viadana
Gilberto Viadana (né le 9 février 1973 à Milan en Italie), est un ancien patineur artistique italien, triple champion d'Italie en 1992, 1997 et 1998.

## Biographie

### Carrière sportive
Gilberto Viadana a été trois fois champion d'Italie en 1992, 1997 et 1998. En 1992, il succède aux huit titres consécutifs d'Alessandro Riccitelli, mais dès l'année suivante et pendant quatre années consécutives (de 1993 à 1996), il est devancé par Fabrice Garattoni.
Sur le plan international, Gilberto Viadana participe à treize grands championnats internationaux : trois championnats du monde junior, quatre championnats d'Europe, quatre championnats du monde et deux Jeux olympiques. Son meilleur résultat européen est une 11e place aux championnats d'Europe de janvier 1998 à Milan, et son meilleur résultat mondial est une 11e place aux championnats du monde de mars 1991 à Munich.
Il participe à deux olympiades. D'abord aux Jeux de 1992 à Albertville où il doit abandonner la compétition à l'issue du programme court alors que sa 19e place provisoire le qualifiait pour patiner le programme long ; ensuite aux Jeux de 1998 à Nagano où il prend la 23e place.
Il décide de quitter le patinage amateur après les championnats du monde de mars 1998 à Minneapolis.

### Reconversion
Après sa carrière sportive, il devient entraîneur au Club de patinage au Lake Placid Skating Club à Lake Placid aux États-Unis.

## Palmarès
| Jeux olympiques d'hiver       |         |         | A       |         |         |         |         |         | 23e     |
| Championnats du monde         |         | 19e     | 20e     |         |         |         |         | 26e     | 24e     |
| Championnats d’Europe         |         |         | 17e     | 15e     |         |         |         | 18e     | 11e     |
| Championnats d'Italie         |         | 2e      | 1er     | 2e      | ?       | ?       | ?       | 1er     | 1er     |
| Championnats du monde juniors | 11e     | 14e     | 5e      |         |         |         |         |         |         |
| Grand Prix ISU                | 1989/90 | 1990/91 | 1991/92 | 1992/93 | 1993/94 | 1994/95 | 1995/96 | 1996/97 | 1997/98 |
| Skate Canada                  |         |         | 8e      | 10e     |         |         |         |         |         |
| Trophée de France             |         |         |         |         |         |         |         | 7e      |         |
| Légende : A = Abandon         |         |         |         |         |         |         |         |         |         |